# Cyathea tryonorum
Cyathea tryonorum là một loài thực vật có mạch trong họ Cyatheaceae. Loài này được (Riba) Lellinger mô tả khoa học đầu tiên năm 1987.